# Aleksiej Miszyn (łyżwiarz figurowy)
Aleksiej Nikołajewicz Miszyn, ros. Алексей Николаевич Мишин (ur. 8 marca 1941 w Sewastopolu) – radziecki łyżwiarz figurowy startujący w parach sportowych z Tamarą Moskwiną. Uczestnik igrzysk olimpijskich (1968), wicemistrz świata, medalista mistrzostw Europy oraz mistrz Związku Radzieckiego. Zakończył karierę amatorską w 1969 r. Doktor nauk pedagogicznych, trener łyżwiarstwa figurowego w Petersburgu w klubie Jubileusz.

## Życie prywatne
Jego żoną jest Tatjana Ołenewa, była łyżwiarka figurowa, którą trenował. Mają dwóch synów: Andrieja (ur. 1977) i Nikołaja (ur. 1983).

## Kariera trenerska
Miszyn ukończył studia na kierunku mechanika, a jego rozprawa dyplomowa dotyczyła mechanicznej podstawy techniki w łyżwiarstwie figurowym. Uznanie w świecie łyżwiarskim przyniosły mu nowatorskie metody treningowe, dzięki którym jego podopieczni bardzo szybko uczyli się wykonywać skoki łyżwiarskie. Miszyn jest autorem kilku książek o biomechanice w łyżwiarstwie figurowym, które zostały wydane m.in. w Rosji, Niemczech i Japonii. Miszyn jest profesorem na Narodowym Uniwersytecie Wychowania Fizycznego, Sportu i Zdrowia im. Lesgafta i prowadzi seminaria na całym świecie. Bierze udział w badaniach nad stworzeniem urządzenia, które mierzy liczbę obrotów w skokach po przymocowaniu do ciała łyżwiarza. Według Miszyna urządzenie to zostało już opatentowane.
Od początku swojej kariery trenerskiej pracował z wieloma wybitnymi łyżwiarzami, trenującymi głównie jazdę indywidualną w klubie sportowym Jubileusz w Petersburgu. Przez ponad 20 lat był trenerem Jewgienija Pluszczenko, jednego z najwybitniejszych solistów w historii dyscypliny. Do jego uczniów należeli m.in.:

- Aleksiej Urmanow
- Aleksiej Jagudin
- Jewgienij Pluszczenko
- Jelizawieta Tuktamyszewa
- Jurij Owczynnikow
- Witalij Jehorow
- Anna Antonowa
- Tatjana Ołenewa
- Oleg Tataurow
- Rusłan Nowosielcew
- Jelena Sokołowa
- Ksienija Doronina
- Tatjana Basowa
- Andriej Łutaj
- Siergiej Dobrin
- Katarina Gierboldt
- Jelizawieta Nugumanowa
- Artur Gaczinski
- Marija Stawicka
- Aleksandr Pietrow
- Sofja Samodurowa
- Artur Dmitrijew

## Osiągnięcia

### Pary sportowe
Z Tamarą Moskwiną
| Zawody                           | 65–66          | 66–67          | 67–68          | 68–69          |                |                |                |                |                |                |                |                |                |                |                |                |                |
| Międzynarodowe                   | Międzynarodowe | Międzynarodowe | Międzynarodowe | Międzynarodowe | Międzynarodowe | Międzynarodowe | Międzynarodowe | Międzynarodowe | Międzynarodowe | Międzynarodowe | Międzynarodowe | Międzynarodowe | Międzynarodowe | Międzynarodowe | Międzynarodowe | Międzynarodowe | Międzynarodowe |
| -------------------------------- | -------------- | -------------- | -------------- | -------------- | -------------- | -------------- | -------------- | -------------- | -------------- | -------------- | -------------- | -------------- | -------------- | -------------- | -------------- | -------------- | -------------- |
| Igrzyska olimpijskie             |                |                | 5              |                |                |                |                |                |                |                |                |                |                |                |                |                |                |
| Mistrzostwa Świata               |                | 6              | 4              | 2              |                |                |                |                |                |                |                |                |                |                |                |                |                |
| Mistrzostwa Europy               |                | 6              | 2              | 3              |                |                |                |                |                |                |                |                |                |                |                |                |                |
| Prize of Moscow News             |                | 1              |                | 1              |                |                |                |                |                |                |                |                |                |                |                |                |                |
| Zimowa uniwersjada               | 3              |                |                |                |                |                |                |                |                |                |                |                |                |                |                |                |                |
| Krajowe                          |                |                |                |                |                |                |                |                |                |                |                |                |                |                |                |                |                |
| Mistrzostwa Związku Radzieckiego | 3              | 2              | 2              | 1              |                |                |                |                |                |                |                |                |                |                |                |                |                |

### Soliści
| Mistrzostwa Związku Radzieckiego | 3 |

## Nagrody i odznaczenia
- Światowa Galeria Sławy Łyżwiarstwa Figurowego – 2017[5]